# Moïse ben Shem Tov ibn Habib
Ne doit pas être confondu avec Moïse de León ou Moïse ben Salomon ibn Habib.
Moïse ben Shem Tov ibn Habib (hébreu : משה בן שם טוב אבן חביב Moshe ben Shem Tov ibn Haviv) est un grammairien, poète, traducteur et philosophe juif de la fin de la période des Rishonim (c. 1450 - c. 1520). Natif du Portugal, il mène une vie d’errance avant de se fixer en Italie, où il transmet les connaissances philologiques et poétiques des Juifs de la péninsule ibérique.

## Éléments biographiques
Moshe ibn Habib est originaire de Lisbonne, mais il quitte la péninsule ibérique bien avant l’expulsion des Juifs, et entame une vie errante. Il vit pour un temps en « terre d'Ismaël » (au Proche-Orient), et s'établit finalement dans le sud de l'Italie, où il rédige ses œuvres et décède au début du XVIe siècle.

## Œuvre

### Grammaire hébraïque
Moïse ibn Habib est l'auteur de deux traités grammaticaux, le Perah Shoshan et le Marpe Lashon. Ses conceptions sont fortement influencées par celles d’Efodi, qui entend baser la grammaire sur la logique.
Le Perah Shoshan est cité par Ibn Habib lui-même dans son Darke Noam et abondamment par Abraham de Balmes dans son Mikne Avraham. Le livre est divisé en sept sections (shearim), elles-mêmes divisées en chapitres (perakim). Il cite comme autorités Juda ben David Hayyuj, Yona ibn Jannah, Abraham ibn Ezra et Efodi, mais non David Kimhi, dont le Mikhlol allait s'imposer comme manuel de référence auprès des hébraïsants chrétiens de la Renaissance, car il dédaigne ce modèle trop didactique et trop peu théorique. Il indique avoir entamé la rédaction du livre le 23 Sivan 5244 (16 juin 1484) et l'avoir achevé environ six mois plus tard. Un exemplaire en a été conservé au British Museum (MS. no 2857).
Dans le Marpe Lashon, il tente de résumer les principes de la grammaire hébraïque sous une forme catéchétique. Le livre est paru à Constantinople vers 1520, puis dans la collection Diqdouqim (Venise, 1506), dans la grammaire hébraïque Devar Tov d'Avigdor Levi de Glogau (Prague, 1783), et enfin dans une édition de Heidenheim (Rödelheim, 1806), où il est imprimé avec le Darke Noam.

### Poésie
Le Darke Noam est un résumé de poésie hébraïque et de versification, basé sur la Poétique d'Aristote. 
L'auteur y fait une affirmation, souvent répétée depuis, qu'il a vu une inscription de deux lignes rimée sur la pierre tombale du général (?) Amatsya, en Espagne. Le poème d'introduction, daté du 14 Nissan (mi-avril) 1486 est dédié au médecin Joseph Levi de Bitonto.
À Otrante, Moshe ibn Habib a également composé à l'intention de son disciple Azarya ben Joseph, un commentaire du Behinat Olam de Yedaya Bedersi, publié à Constantinople vers 1520 (seul un fragment de cette édition avait survécu au XIXe siècle, et était en la possession d'Abraham Harkavy), à Ferrare en 1551 et à Zolkiev en 1741. Ce commentaire a été cité par d'autres commentateurs du même poème, dont Yom-Tov Lipman Heller, Eleazar ben Shlomo dans son Migdanot Eleazar et Jacob ben Nahoum de Tyszowce dans son Or Hakhamim. Dans ce commentaire, qui démontre les amples connaissances de l'auteur en littérature philosophique, il écrit envisager la composition d'un travail intitulé Qiryat Arba sur le nombre quatre, mais rien n'est connu d'une telle œuvre.

### Traductions
Moïse ibn Habib a traduit She'elot ouTeshouvot (« Questions et Réponses »), sur les six choses naturelles que le corps requiert, selon la médecine, dont l'original aurait été écrit par « Albertus » (probablement Albert le Grand). L'original de ce manuscrit est conservé à la Bibliothèque nationale de France (MS no 977).

## Sources
- Cet article contient des extraits de l'article « Habib, Moses B. Shem-Tob Ibn » par Kaufmann Kohler & Samuel Poznanski de la Jewish Encyclopedia de 1901–1906 dont le contenu se trouve dans le domaine public.